# Yurina Hase
Yurina Hase (jap. 長谷 優里奈, Hase Yurina) bis vor 17. Dezember 2009 Yurika Ochiai (落合 祐里香, Ochiai Yurika; * 9. Dezember 1979 in der Präfektur Shizuoka) ist eine japanische Synchronsprecherin (Seiyū). Ihr Spitzname ist Yurishī (ゆりしー).

## Sprechrollen

### Anime
- Utakata: Keiko Takamura
- ToHeart2: Konomi Yuzuhara
- Futakoi: Rara Hinagiku
- Futakoi Alternative: Rara Hinagiku
- Love Get Chu ~Miracle Voice Actress Hakusho: Yurika Sasaki
- Disgaea: Hour of Darkness: sazudei
- Strawberry Panic: Kagome Byakudan

### Videospiele
- Seiken Densetsu 4: Faye (Playstation 2)

### Internet-Radio
- Radio To Heart2 (onsen)
- yurishi·azusa Love Get Chu Miracle Radio (onsen)